# Gringging
Gringging is een bestuurslaag in het regentschap Sragen van de provincie Midden-Java, Indonesië. Gringging telt 4416 inwoners (volkstelling 2010).